# Черепашевская
Черепашевская — деревня в Каргопольском районе Архангельской области России. Входит в состав муниципального образования «Ошевенское».

## История
В «Списке населенных мест Российской империи», изданном в 1879 году, населённый пункт упомянут как деревня Черепахская (Черепаха) Каргопольского уезда (1-го стана), при колодцах, расположенная в 18 верстах от уездного города Каргополя. В деревне насчитывалось 18 дворов и проживало 113 человек (51 мужчина и 62 женщины). Функционировала православная часовня.
По данным 1920 года имелось 24 хозяйства и проживало 112 человек (55 мужчин и 57 женщин). В административном отношении деревня входила в состав Спасо-Преображенской волости Каргопольского уезда Вологодской губернии.

## География
Деревня находится в юго-западной части Архангельской области, в южной зоне средней тайги, на расстоянии примерно 17 километров (по прямой) к северо-западу от города Каргополь, административного центра района.

### Часовой пояс
Черепашевская, как и вся Архангельская область, находится в часовой зоне МСК (московское время). Смещение применяемого времени относительно UTC составляет +3:00.

## Население
| 2002 | 2010 | 2012 |
| ---- | ---- | ---- |
| 0    | →0   | →0   |